# قائمة البعثات الدبلوماسية في الأردن

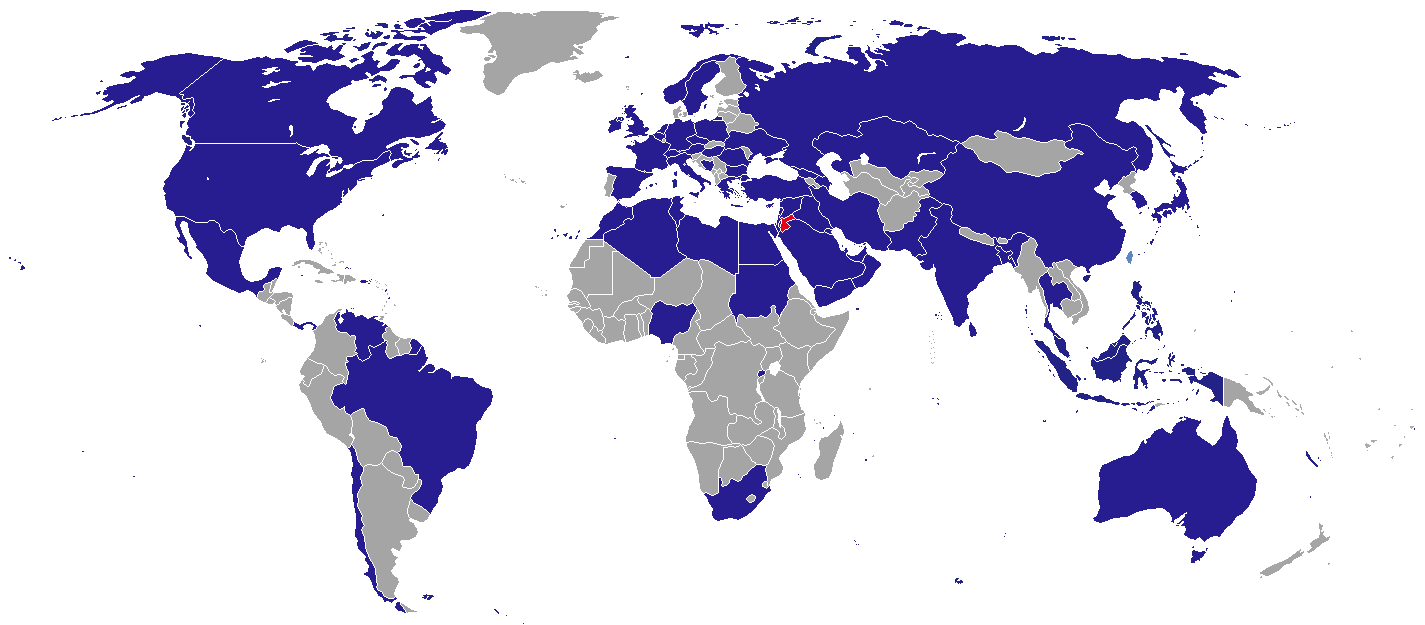
خريطة البعثات الدبلوماسية في الأردن

هذه قائمة البعثات الدبلوماسية في الأردن. في الوقت الحاضر، تستضيف العاصمة عمان 64 سفارة. بالإضافة إلى 47 سفير معتمد من العواصم الاقيليمية الأخرى. تستثنى القنصليات الفخرية من هذه القائمة.

## السفارات
عمان
| - الجزائر - أستراليا - النمسا - أذربيجان - البحرين - بنغلاديش - بلجيكا - البوسنة والهرسك - البرازيل - بروناي - بلغاريا - كندا - تشيلي - الصين - قبرص - جمهورية التشيك - مصر - فرنسا - جورجيا - ألمانيا - اليونان - الكرسي الرسولي | - المجر - الهند - إندونيسيا - إيران - العراق - إسرائيل - إيطاليا - اليابان - كوريا الجنوبية - الكويت - لبنان - ليبيا - ماليزيا - موريتانيا - المغرب - هولندا - نيجيريا - النرويج - عُمان - باكستان - فلسطين - الفلبين | - بولندا - قطر - رومانيا - روسيا - السعودية - جنوب إفريقيا - إسبانيا - سريلانكا - السودان - السويد - سويسرا - سوريا - تايلاند - تونس - تركيا - أوكرانيا - الإمارات العربية المتحدة - المملكة المتحدة - الولايات المتحدة - اليمن - أنتيغوا وباربودا |

## الوفود/البعثات
- جمهورية الصين (مكتب تجاري لجمهورية الصين)
- الاتحاد الأوروبي

## السفارات المعتمدة
| - أفغانستان (دمشق) - ألبانيا - أنغولا - الأرجنتين (دمشق) - أرمينيا (دمشق) - بوليفيا - بوركينا فاسو - تشاد - كولومبيا - كرواتيا - كوبا (دمشق) - جيبوتي (الرياض) - الإكوادور - إرتريا - إثيوبيا - فنلندا (دمشق) - غامبيا (الرياض) - غواتيمالا - غينيا - هندوراس - جمهورية أيرلندا - كوريا الشمالية (دمشق) - ليبيريا | - ليتوانيا - مالي - فرسان مالطة - المكسيك - مولدوفا (أنقرة) - نيبال (الرياض) - نيوزيلندا (انقرة) - النيجر (مدينة الكويت) - بنما (تل أبيب) - بيرو - البرتغال - سان مارينو - السنغال (مدينة الكويت) - صربيا (دمشق) - سنغافورة - سلوفاكيا (دمشق) - سلوفينيا - الصومال (الرياض) - الأوروغواي - أوزبكستان - فيتنام (بغداد) - زامبيا |

## اقرأ أيضًا
- وزارة الخارجية وشؤون المغتربين
- قائمة البعثات الدبلوماسية الأردنية في الخارج
- متطلبات الحصول على التأشيرة للمواطن الأردني

## وصلات خارجية
- Amman Diplomatic List